# Werkstroom
Een werkstroom, werkproces of workflow is een opeenvolging van activiteiten die worden uitgevoerd in overeenstemming met de bedrijfsprocessen van een organisatie.
Afhankelijk van de aard van de organisatie of het proces kan de opeenvolging van activiteiten een onderlinge afspraak zijn, of kan het beheer van de werkstroom bijvoorbeeld worden afgedwongen door een IT-systeem.